# Останній представник виду
Останній представник виду (остособина, англ. endling) — остання відома особина виду або підвиду . Як тільки остособина (ендлінг) гине, його вид остаточно вимирає. Слово «ендлінг» вперше було використано в листуванні британського наукового журналу Nature.
Слово «остособина» є науково-літературним перекладом слова «endling» українською мовою і є взаємнозамінним аналогом.

## Використання слова Ендлінг
Видання журналу Nature від 4 квітня 1996 року опублікувало листування, в якому коментатори пропонували прийняти нове слово, endling, для позначення останньої живої особини виду. У пізнішому виданні Nature від 23 травня було опубліковано кілька контрпропозицій, зокрема ender, terminarch і relict.
Слово «endling» вперше з'явилося на стінах Національного музею Австралії на виставці «Переплетені долі» 2001 року Метта Кірчмана та Скотта Геріна, присвяченій стосункам між народами Австралії та їхньою рідною землею. Визначення «ендлінг», як воно з'явилося в журналі Nature, на цій виставці було надруковане великими літерами на стіні над двома екземплярами вимерлого тасманійського тигра: «Endling (n.) Остання жива особина виду тварин або рослин». У друкованому описі цієї виставки містилося схоже визначення, у якому, однак, не були згадані рослини: «Ендлінг — це ім'я, дане тварині, яка є останньою у своєму роді».
У книзі Політ Ему: Сто років Австралійської Орнітології 1901—2001, авторка Ліббі Робін заявила, що «остання особина виду» — це «те, що вчені називають „ендлінгом“.
У 2011 році цей термін був використаний в науковому журналі Earth Island Journal в есе Еріка Фрідмана під назвою „Вимирання назавжди: у пошуках останніх живих представників“. Фрідман визначив слово Ендлінг як „останній відомий екземпляр свого виду“.
У „The Sense of an Endling“ письменниця Хелен Льюїс описує поняття endling як глибоко зворушливе, а саме слово як „по-чудовому Толкінівське, натхнене Толкієном“.
Ерік Фрідман, автор вищезгаданого есе, описує endling як „слово, просочене остаточністю“, заявляючи наступне: „До хребта морозно знати точну дату зникнення цілого виду з планети Земля. І ще жахливіше дивитися на саме місце, де це відбулося, і усвідомлювати, що в ті далекі часи нікого не хвилювала їх доля, і ніхто не знав, що саме призвело до цього“.

## Відомі остособини (ендлінги)

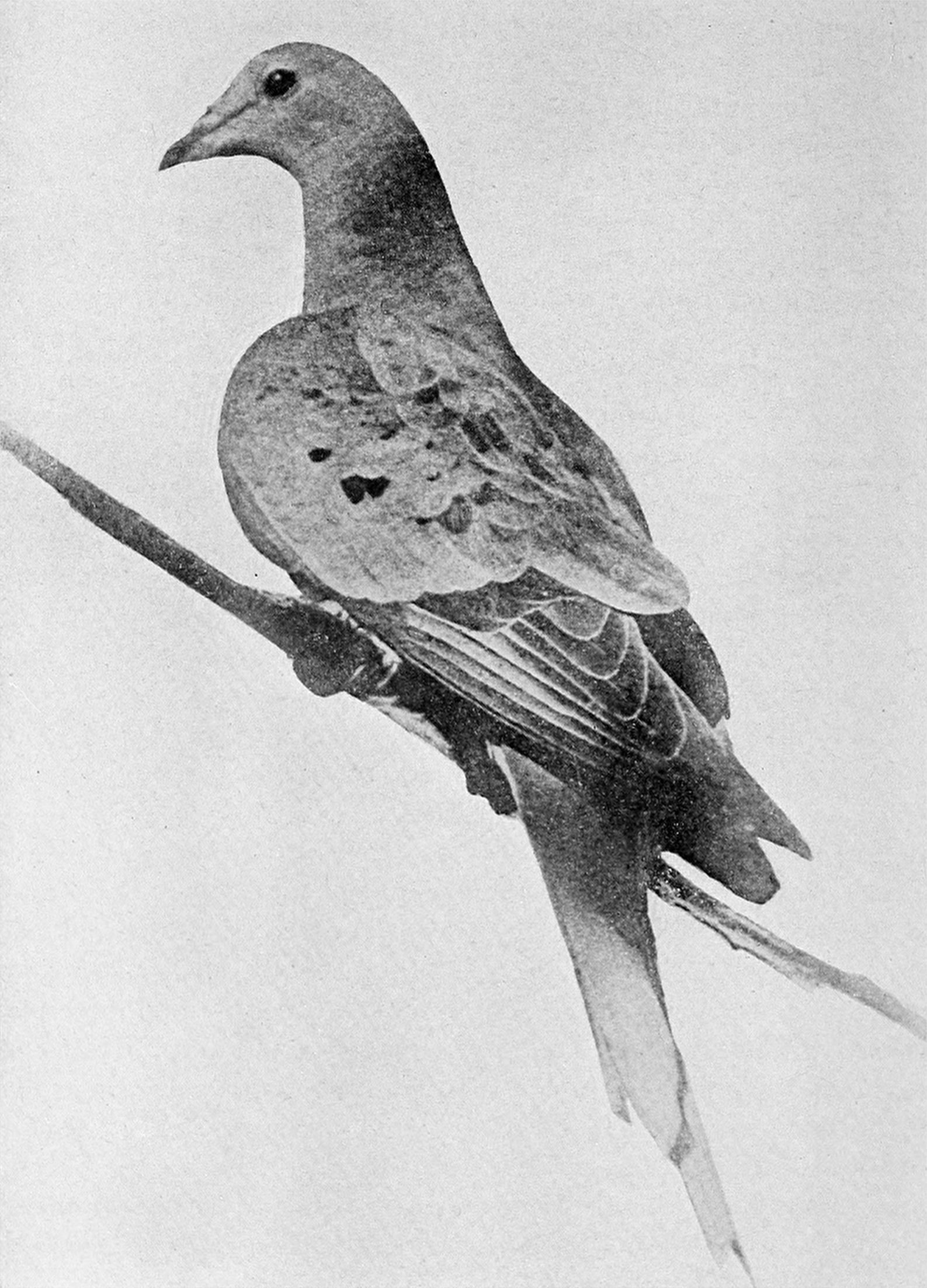
Марта, остання мандрівна голубка, що померла в зоопарку Цинциннаті 1 вересня 1914 року.

Це не повний список сучасних вимирань, а список гучних, окремих, широко оприлюднених прикладів коли в неволі залишалася одна-єдина жива особина цілого виду.

### Птахи
- Мандрівний голуб (Ectopistes migratorius) став остаточно вимерлим о 13:00 1 вересня 1914 року зі смертю Марти, останнього представника виду, що жила у зоопарку Цинциннаті.[10][11]
- Інкас, останній відомий каролінський папуга (Conuropsis carolinensis), помер також у зоопарку Цинциннаті 21 лютого 1918 року.[11] Пізніше, у 1939 році вид був офіційно оголошений вимерлим.
- Бумінг Бен, самотнього тетерука вересового (Tympanuchus cupido cupido), востаннє бачили 11 березня 1932 року у Мартас-Він'ярд, в штаті Массачусетс.[12]
- Орандж Бенд була останнім відомим темним приморським горобцем (Ammodramus maritumus nigrescens), який помер 17 червня 1987 року в зоологічному парку острова Діскавері на Всесвітньому курорті Уолта Діснея.[13] Темний приморський горобець (Ammodramus maritimus nigrescens), офіційно оголошений вимерлим у 1990 році.

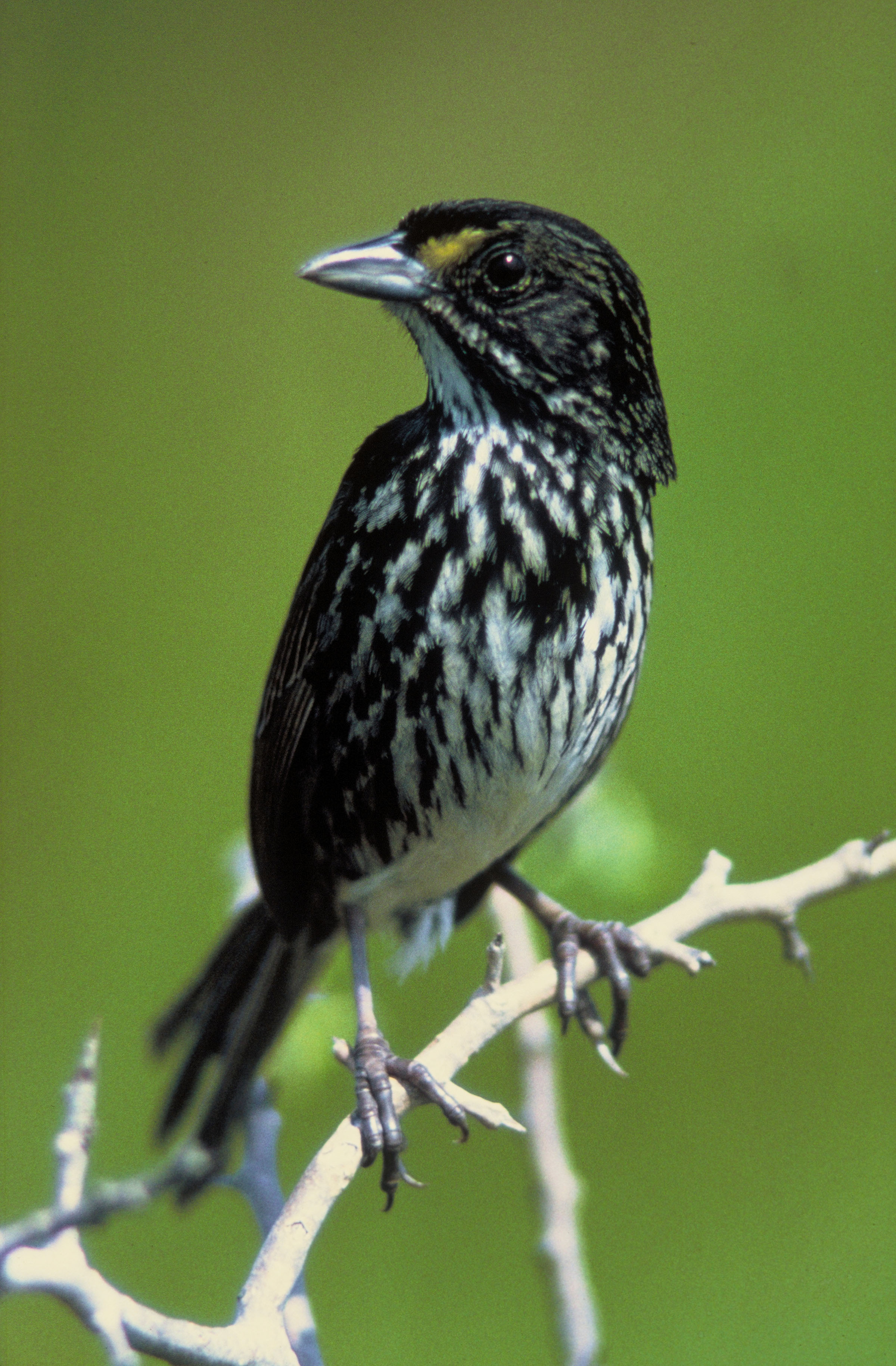
Темний приморський горобець (Ammodramus maritimus nigrescens), офіційно оголошений вимерлим у 1990 році.

- Спів останнього відомого мого алакайського (Moho braccatus) був записаний під час шлюбного співу на Кауаї в 1987 році дослідником та зоозахисником природи Гаваїв Девідом Бойнтоном. Вважається, що цей останній птах загинув від урагану Інікі в 1992 році, і смерть саме цієї записаної особини також ознаменувала вимирання всього сімейства Mohoidae .[14][15]

### Ссавці
- У 1627 році останній тур (Bos primigenius), предок биків та великої рогатої худоби, загинув у лісі поблизу села Якторув на території сучасної Польщі.[16]

- Квагга (Equus quagga quagga) вимерла в дикій природі наприкінці 1870-х років через полювання на їх м'ясо та шкури, а остособина (ендлінг) підвиду померла в неволі 12 серпня 1883 року в Артісі в Амстердамі .[17] Кобила-квагга в Лондонському зоопарку в 1870 році. Це єдиний екземпляр, сфотографований у живому вигляді.

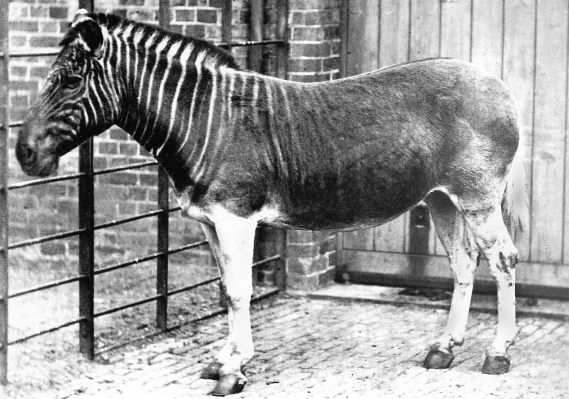
Кобила-квагга в Лондонському зоопарку в 1870 році. Це єдиний екземпляр, сфотографований у живому вигляді.

- 7 вересня 1936 року останній відомий тилацин (Thylacinus cynocephalus ), якого також називають тасманійським тигром, помер у зоопарку Хобарта після витіснення цього виду із природнього середовища шляхом полювання і встановлення пасток людьми. Інформація, опублікована про цю конкретну останню особину, була суперечливою протягом багатьох десятиліть після її смерті.[18] Теми суперечок зокрема стосуються того, чи була особина самцем чи самкою, чи був тилацин названий „Бенджамін“ чи ні, де він був спійманий, ким він був спійманий, чи нехтували їм у зоопарку та навіть чи був він справді останнім відомим живим Тилацином.[18] Комплексний аналіз історії цієї особи, опублікований у 2023 році, зробив висновок, що цей тасманійський тигр був самцем, захопленим 7 липня 1930 року на рівнинах Пенніс на північному заході Тасманії Роєм і Деном Долфінами. За життя цю особину ніколи не називали Бенджаміном, і вона була найціннішим екземпляром в колекції зоопарка. Тобто, ніхто нею не нехтував і вона померла від старості.[18] Хоча загальновизнано, що Тилацин, ймовірно, зберігся в дикій природі навіть після смерті цієї особини[19], цей тасманійський тигр у зоопарку Хобарта все рівно вважається кінцем не лише для свого виду, але й для родини Тилацинових.
- Останній відомий мексиканський ведмідь грізлі (Ursus arctos horribilis), якого іспанською також називають oso plateado (срібний ведмідь), був застрелений у 1976 році в Сонорі, Мексика.[20]
- Селія, останній піренейський козеріг (Capra pyrenaica pyrenaica), була знайдена здеревом насмерть 6 січня 2000 року в іспанських Піренеях, після того як полювання з боку людей та конкуренція з боку домашньої худоби скоротили популяцію цього підвиду лише до однієї особини.[21]

### Рептилії та амфібії
- 24 червня 2012 року Самотній Джордж, остання відома черепаха з острова Пінта (Chelonoidis niger abingdonii), помер від старості у своєму місці проживання на Галапагоських островах.[22] Самотній Джордж, остання черепаха острова Пінта

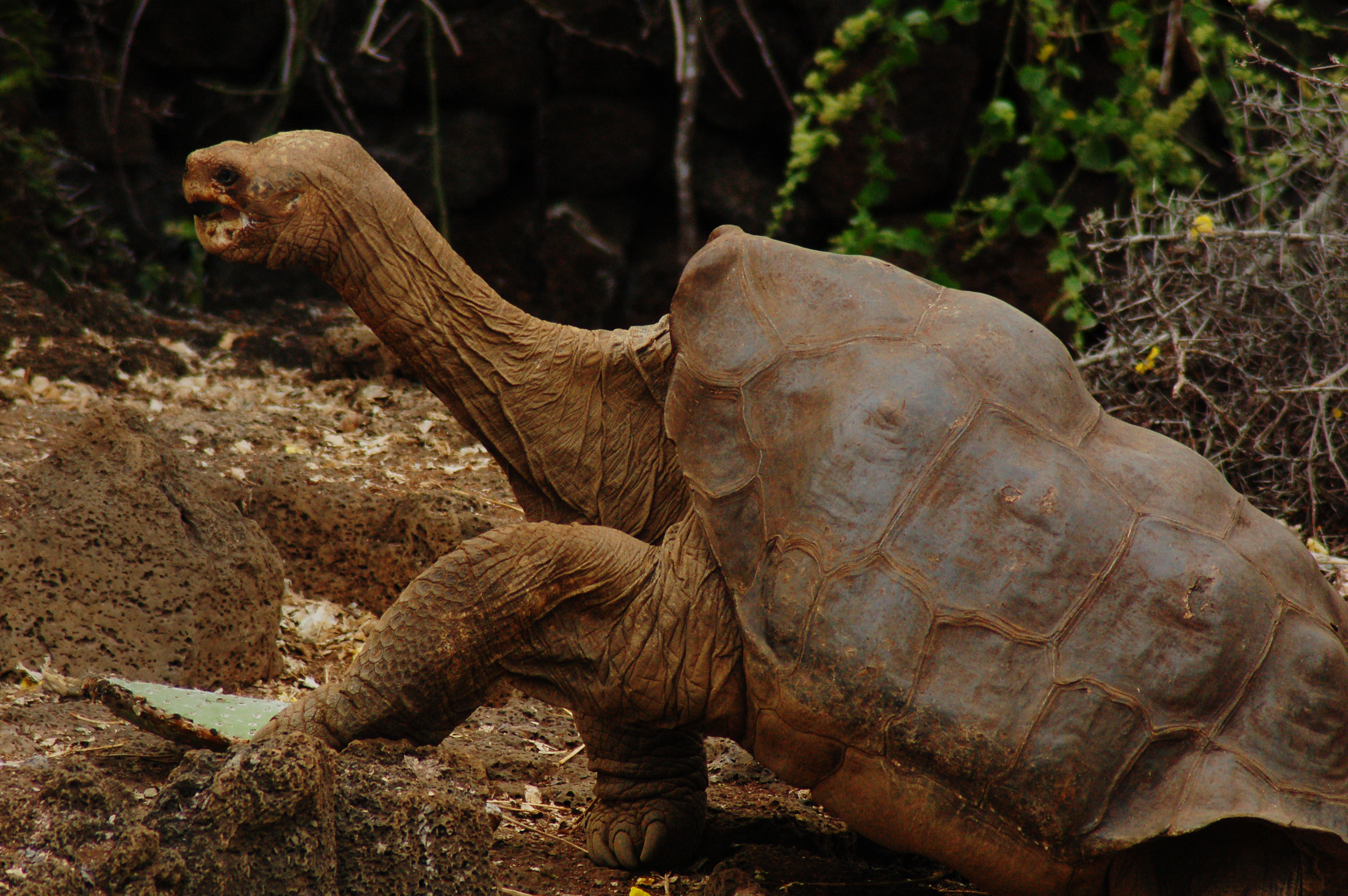
Самотній Джордж, остання черепаха острова Пінта

- 26 вересня 2016 року в ботанічному саду Атланти помер Тафі, остання відома жаба Раббса (Ecnomiohyla rabborum).[23] » Tафі ", остання відома жаба Ребба з бахромою .

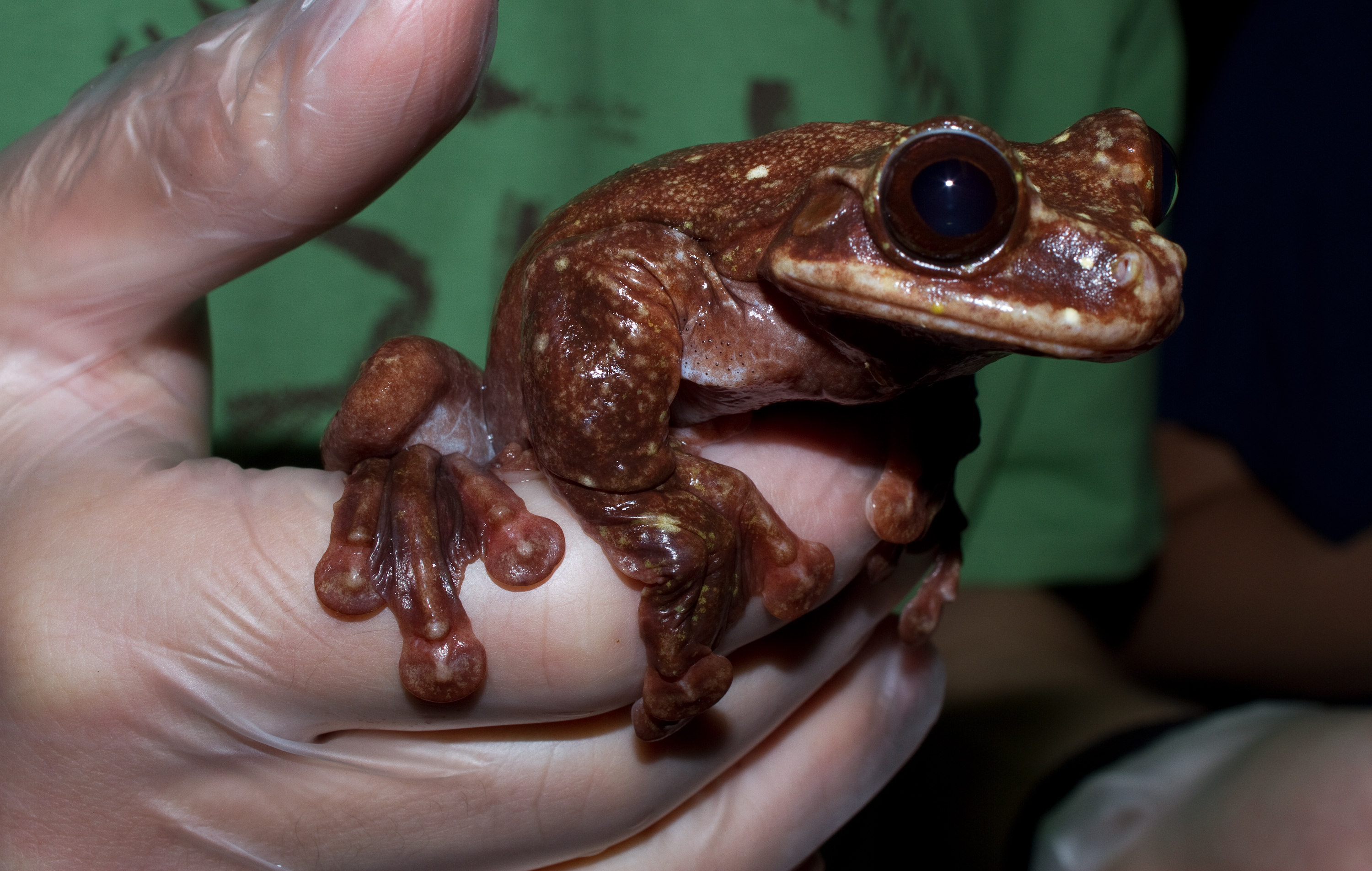
» Tафі ", остання відома жаба Ребба з бахромою.

- Після того, як цей вид 113 років вважали вирогідно вимерлим, у 2019 році була знайдена Фернандінська островна галапагоська черепаха, яку назвали просто і лаконічно — Фернанда. Однак вона все ще є єдиною підтвердженою особиною.[24]

### Безхребетні
- Тургі був останнім полінезійським деревним равликом Partula turgida, який помер 31 січня 1996 року в Лондонському зоопарку.[25]
- Резервуар у Брістольському зоопарку був останнім притулком Partula faba, наземного равлика з Ra'iātea у Французькій Полінезії. Населення скоротилося з 38 у 2012 році до лише одного у 2015 році[26] Ця остання особина померла 21 лютого 2016 року[26]
- Джордж був останньою відомою особиною деревного равлика Оаху Achatinella apexfulva. Він помер 1 січня 2019 року в неволі біля Кайлуа, Гаваї.

### Рослини
- Ботанічний сад Curepipe на Маврикії зберігає останній живий екземпляр пальми Hyophorbe amaricaulis з 1950-х років.
- Відомо, що існує лише один живий екземпляр дерева Madhuca diplostemon.[27]
- У 2009 році екземпляр невідомого виду Commiphora був успішно пророщений з одного із знайдених стародавніх насінь (датованих 993 н.е –1202 н.е). Це насіння було знайдене під час археологічних розкопок в Іудейській пустелі в 1986-87 роках. Дерево назвали Шеба. У 2024 році його було попередньо ідентифіковано як цорі або юдейський бальзам на основі таксономії та властивостей смоли, що відповідає стародавнім описам. Подібно до черепахи Фернанди, Шеба є єдиною відомою особиною свого виду, незважаючи на нещодавнє відкриття чи повторне відкриття.[28]